# Anyentyuwe
Jane Harrington Anyentyuwe, appelée également « Fado », née en 1858 et morte en 1904, est une enseignante et infirmière missionnaire féministe Mpongwe. Fille de notables instruits (son père est le chef missionnaire et commerçant Sonie « John » Harrington), elle grandit sur la côte gabonaise de l'Afrique, dans le territoire français de Libreville, au Gabon. Anyentyume voyage un peu, mais passe la majeure partie de sa vie d'adulte dans cette région, à enseigner et à faire un travail de missionnaire. Connue pour son franc-parler, elle défendait les femmes contre les inégalités face aux hommes.
L'UNESCO a inclus Anyentyuwe dans sa liste des femmes importantes de l'histoire africaine.

## Éducation

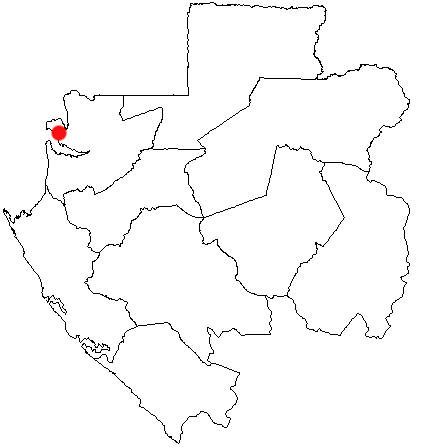
Localisation de Libreville, au Gabon.

La mère d'Anyentyuwe meurt alors que cette dernière est très jeune. Anyentyuwe est connue comme étant la préférée de son père parmi de nombreux frères et sœurs, et il prend grand soin de l'élever pour qu'elle soit vertueuse et moralement irréprochable. C'est son père qui utilise le nom européen Jane pour elle, et Fado est le nom d'un animal de compagnie qu'elle avait enfant. Comme il doit fréquemment voyager en raison de son travail (il est le représentant de diverses sociétés commerciales européennes), il la confie ainsi que sa sœur Azize aux soins de Mme Lucina Bushnell à la mission de Baraka, une école protestante américaine située à proximité. L'école a été fondée en 1842 pour éduquer les filles et les garçons mpongwe. Alors qu'elle a environ 13 ans, son père meurt et Mme Bushnell devient sa tutrice. Cette dernière prend l'éducation d'Anyentyuwe très au sérieux et supervise personnellement ses études. Pour cette raison, Anyentyuwe est instruite dans beaucoup plus de disciplines que les autres étudiants, y compris en histoire, physiologie, composition et mathématiques. Elle apprend également l'anatomie et la médecine, avec l'espoir de devenir une « sœur de la charité » protestante et de continuer dans les villages l'œuvre des religieuses catholiques romaines.

## Travail

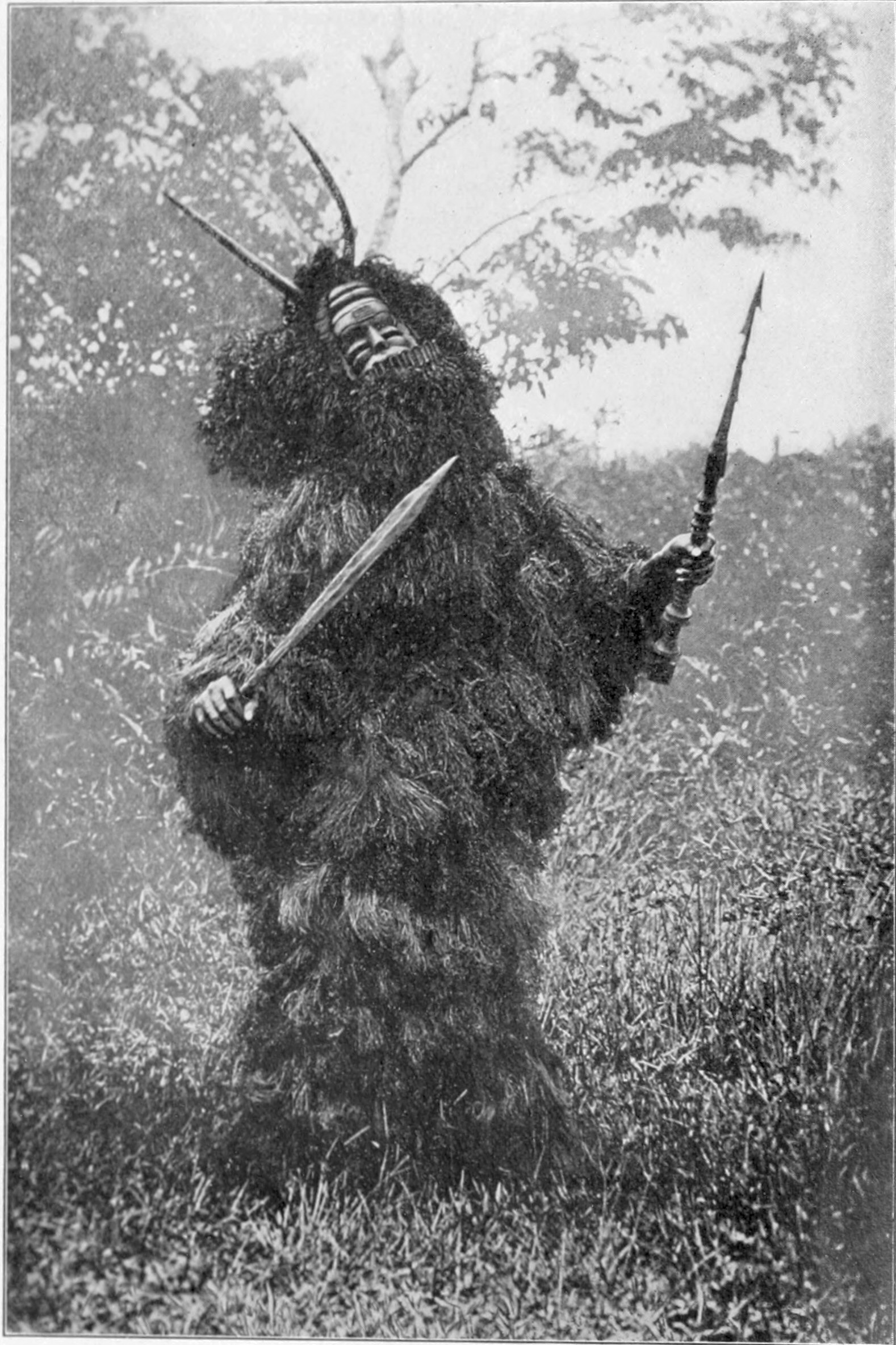
Magicien fétichiste avec cornes, masque en bois, lance et épée, robe en feuilles de palmier et de plantain. Frontispice de Fetichism in West Africa : Forty Years' Observations of Native Customs and Superstitions de Robert Hamill Nassau.

Quand Anyentyuwe termine ses études, elle commence à enseigner à l'école de la mission en 1880. Avant sa mort, son père lui avait fait promettre qu'elle conserverait sa vertu et resterait avec les missionnaires, et Anyentuwe prend cette promesse très au sérieux. Elle travaille à l'école de la mission contre un salaire très bas et une nourriture rationnée ; en outre, elle est souvent maltraitée par les missionnaires américains de sexe masculin. Son travail là-bas ne prend fin en 1881 qu'après qu'elle dénonce avoir été violée par deux missionnaires de Baraka dont un missionnaire africain marié travaillant à Baraka. Elle n'est pas crue et est bannie, vers 1882, du seul endroit qu'elle ait appelé sa maison depuis son enfance,.

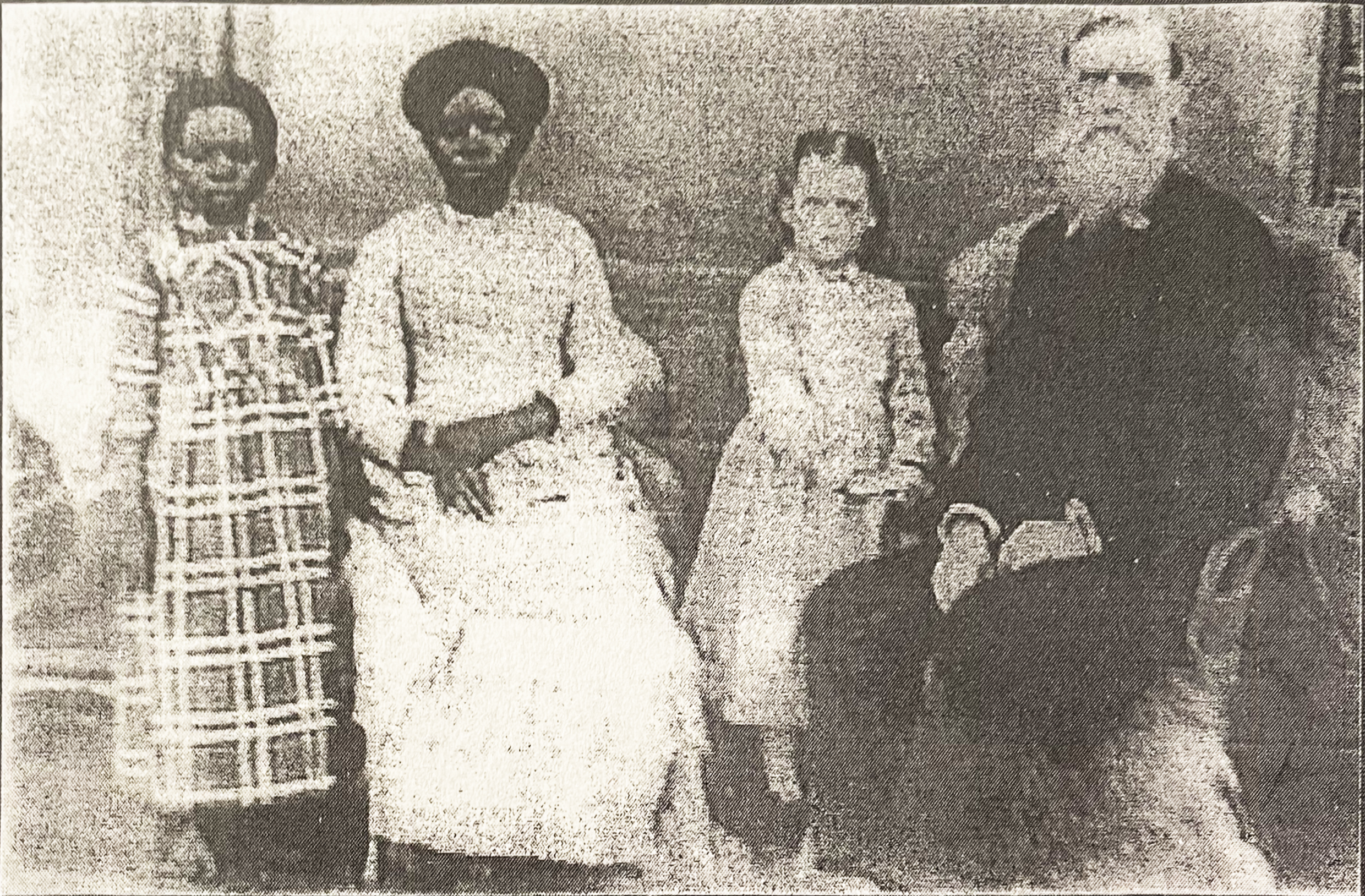
Anyentyuwe et le Dr. Nassau avec leurs filles.

En 1888, elle part travailler comme nounou et infirmière personnelle de l'enfant de Robert Hamill Nassau (en), un médecin missionnaire renommé et veuf qui a servi à Baraka. Leur relation se transforme en une profonde amitié. Lorsque le Dr Nassau commence à écrire ses livres Fetichism in West Africa et Tales out of School, Anyentyuwe est devenue une collaboratrice et une contributrice incroyablement précieuse, avec des connaissances de première main sur les pratiques spirituelles gabonaises et les premiers jours de la mission protestante au Gabon.

## Vie privée
Malgré les opportunités, Anyentyuwe ne s'est jamais mariée. À la suite de l'un des viols, elle est tombée enceinte et a donné naissance à une fille, Iga, en 1882.
Si elle aimait la compagnie et la relation professionnelle qu'elle partageait avec son ami de longue date Robert Hamill Nassau, elle a toujours soutenu qu'ils n'avaient jamais eu de liens amoureux.

## Féminisme
Tout au long de son séjour à la Mission, Anyentyuwe a été défiée par les missionnaires masculins. Elle était constamment obligée de « prouver » sa chasteté et s'exprimait souvent sur les opinions misogynes véhiculées à l'égard des vêtements et des comportements des femmes. Il était rare que des femmes signalent une quelconque forme de harcèlement ou de viol en Afrique coloniale, et bien que son rapport n'ait pas fait l'objet de poursuites, le simple fait qu'elle dénonce des viols a été très controversé. Lorsqu'elle travaillait avec Nassau, leur relation était constamment surveillée au sein de la communauté protestante. Son refus catégorique des accusations d'inconvenance sexuelle a causé des conflits et lui a donné une réputation de rebelle.

## Décès et héritage
Dans les années 1890, la santé d'Anyentyuwe commence à décliner. Elle a des symptômes que personne ne peut interpréter. Le médecin le plus qualifié de la mission soupçonne qu'elle souffre de la lèpre qu'il a déjà vu en Chine. Le docteur Nassau lui donne des médicaments avec de l'arsenic, sans effet. La maladie, selon le livre de Nassau à son sujet, n'est jamais arrivée au stade infectieux, mais elle était douloureuse pour Anyentyuwe, qui souffrait de tumeurs internes et d'autres maux.
Selon Nassau, elle est décédée en novembre 1903, et c'est l'année qui figure sur sa pierre tombale. Ailleurs, comme sur le site de l'Unesco, 1904 est indiquée comme l'année de sa mort.
Nassau a écrit en 1911 le livre Two women : Anyentyuwe and Ekâkise (Deux femmes : Anyentyuwe et Ekâkise), en profitant pour blanchir de tout soupçon Anyentyuwe en racontant sa vie et leur amitié. Il explique les raisons pour lesquelles il écrit l'histoire d'Anyentyuwe, :

« pour que mes meilleurs amis puissent comprendre pourquoi j'ai continué à être ami avec la femme qui est venue à mon secours à un moment de besoin désespéré, en tant que nounou pour mon enfant. Elle m'a aidé, comme aucune autre femme, native ou étrangère, n'était disposée ou même compétente à le faire. »

Le livre n'est publié qu'en 2014, avec des préfaces, des commentaires et des notes de bas de page très détaillés, par l'historien américain Henry Bucher.